# ヴィトルト・ルトスワフスキ

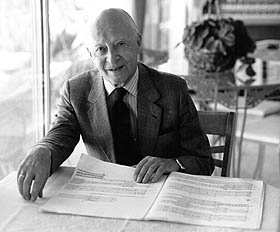
ルトスワフスキ

ヴィトルト・ロマン・ルトスワフスキ（ポーランド語: Witold Roman Lutosławski [ˈvitɔlt lutɔsˈwafskʲi], 1913年1月25日 - 1994年2月7日）は、ポーランドの作曲家、ピアニスト。ヴィトルド・ルトスワフスキとも呼ばれ、ポーランド楽派の黎明期に活躍した。

## 人物・来歴
1913年1月25日、ワルシャワに生まれた。
1937年ワルシャワ音楽院を卒業。1954年に代表作『管弦楽のための協奏曲』を作曲、UNESCO国際作曲家会議で第1位を受賞し、頭角を現す。1959年から1965年まで、国際現代音楽協会 (ISCM) のポーランド支部委員に選出された。1963年からはヨーロッパ全土で活躍、各地で絶賛される。1983年からは、伝統的なスタイルである交響曲、協奏曲、ファンファーレ、パルティータといった楽曲を作曲することが優勢になった。ポーランド初のISCM名誉会員に選出される。
1994年2月7日、ヴァイオリン協奏曲を作曲中に急逝。81歳没。妻も同年に没した。

## 作風
作曲時期、特に「ヴェネチアの遊び」以前と以後で作風は大きく変わるが、音楽の持つエネルギーを完璧に制御する技術を手中に収め、クライマックスを築く書法は生涯全体において共通する。

## 主要作品

### 交響曲
- 交響曲第1番（1941年 - 1947年）
- 交響曲第2番（1966年 - 1967年）
- 交響曲第3番（1974年 - 1983年）
- 交響曲第4番（1993年）

### 管弦楽曲
- 交響的変奏曲（1938年）
- 序曲（1949年）
- 小組曲（1950年）
- 葬送音楽（1958年）
- 3つの後奏曲（1958-60年）
- ヴェネツィアの遊び（1961年）
- 書（1968年）
- 前奏曲とフーガ（1972年）
- ミ・パルティ（1976年）
- ノヴェレッテ（1978年 - 1979年）
- チェイン第3番（1986年）

### 協奏曲
- 管弦楽のための協奏曲（1950-1954年）
- チェロ協奏曲（1970年）
- オーボエとハープのための二重協奏曲（1979年 - 1980年）
- チェイン第2番（1985年）
- ピアノ協奏曲（1988年）

### 室内楽曲
- 木管三重奏曲（1945年）
- 牧歌集（1952年）
- 舞踏前奏曲（1954年 - 1955年）
- 弦楽四重奏曲（1964年）
- ザッハー変奏曲（1975年）
- エピタフ（1979年）
- チェイン第1番（1983年）
- パルティータ（1988年）

### ピアノ曲
- ピアノソナタ（1934年）
- パガニーニの主題による変奏曲（1941年）

### 管弦楽付声楽曲
- 3つのクリスマス・キャロル（1946年）
- 歌曲集『春』（1951年）
- 5つの歌曲（1958年）
- アンリ・ミショーの3つの詩（1963年）
- 『織りこまれた言葉』（1965年）
- 『眠りの空間』（1975年）
- 『花の歌と歌物語』（1991年）

### 歌曲
- 歌曲『The Snowslide』（1949年）
- 5つの歌曲（1956年 - 1957年）

## 受賞歴
- Polska Rzeczpospolita Ludowa i III Rzeczpospolita: nagrody państwowe I stopnia （1955年、1964年、1978年）
- Order Budowniczych Polski Ludowej （1977年）
- Order Orła Białego （1994年）
- Międzynarodowej Trybunie Kompozytorów UNESCO w Paryżu （1959年、1962年、1964年、1968年）
- Koussevitzky Prix Mondial du Disque （1964年、1976年、1986年）
- Grand Prix du Disque de L’AcadMmie Ch. Cross （1965年、1971年）
- Fundacja Jurzykowski （Nowy Jork 1966年）
- Herder （Wiedeń 1967年）
- H. Sonning （Kopenhaga 1967年）
- M. Ravel （Paryż 1971年）
- J. Sibelius （Helsinki 1973年）
- エルンスト・フォン・ジーメンス音楽賞 （Monachium 1983年）
- グロマイヤー賞 （Louisville 1985年）
- Zofii （Madryt 1985年）
- ポーラー音楽賞 （1993年）
- 京都賞思想・芸術部門 （1993年）